# Roots (canción de Imagine Dragons)
«Roots» (en español: «Raíces») es una canción de la banda estadounidense de Rock alternativo Imagine Dragons. Fue lanzada originalmente como un sencillo sin álbum el 27 de agosto de 2015 por medio de KIDinaKORNER e Interscope Records, aunque posteriormente sería incluida en la edición japonesa del tercer album de estudio de la agrupación, «Evolve». Fue escrita por los intérpretes y el productor inglés Alex Da Kid.

## Antecedentes
El 19 de agosto de 2015, Imagine Dragons dio indicios de la canción cuando los integrantes cambiaron sus perfiles sociales a todo negro, con la leyenda "My Roots (mis raíces)". Los medios de comunicaciones prefiguraron y promovieron el inminente lanzamiento de «Roots». Al día siguiente, la banda comenzó a publicar fotos de ellos mismos como niños en las redes sociales con un hashtag (#MYROOTS). Los usuarios de Twitter e Instagram comenzaron a presentar fotos de ellos mismos cuando eran más jóvenes con el mismo hashtag, las cuales fueron utilizadas para forman un collage,  que fue publicado en las redes sociales de la banda.
El 26 de agosto, la banda publicó la portada y la fecha del lanzamiento de «Roots». La portada del sencillo fue realizada por Louis Deacon Lander, que también se hizo cargo de las ilustraciones para su EP del 2012, «Continued Silence EP».

## Composición
El guitarrista Wayne Sermon declaró que la canción fue escrita en la carretera durante el «Smoke + Mirrors Tour», y que habla de los altibajos de sus vidas como músicos. La pista cuenta con un ritmo de batería distorsionada sobre un riff de piano prominente. La pista está dedicado al apoyo que han recibido por parte de sus seguidores.

## Video musical
El video musical de «Roots» fue lanzado el 29 de septiembre de 2015, estuvo filmado en Nueva Zelanda, y dirigido por Matt Eastin, quien previamente dirigió el video para «On Top of the World» y el remix de «Shots», hecho por el DJ Broiler.
Durante el video, se ve al vocalista Dan Reynolds que se encuentra intentando escapar y recordar quién es, durante su agitado estilo de vida en la gira. A lo largo del video, se muestran videos caseros del joven Reynolds, mientras evoluciona de niño a adulto joven, donde tuvo una mágica historia de amor.

## Presentaciones en vivo
La banda interpretó la canción por primera vez el 2 de septiembre de 2015 en su show en Melbourne, Australia como parte del «Smoke + Mirrors Tour». 

## Lista de sencillos
| Roots: Descarga digital |         |                 |          |  |
| N.º                     | Título  | Artista(s)      | Duración |  |
| 1.                      | «Roots» | Imagine Dragons | 2:55     |  |

## Créditos
Adaptado del booklet de la edición japonesa de «Evolve».
Roots
- Interpretado por Imagine Dragons.
- Escrito por Dan Reynolds, Wayne Sermon, Ben McKee, Daniel Platzman y Alex Da Kid para KIDinaKORNER.
- Publicado por Universal/KIDinaKORNER, Songs of Universal, Inc. (BMI) o/b/o Alexander Grant.
- Producido por Alex Da Kid para KIDinaKORNER.
- Mezclado por Manny Marroquin en “Larrabee Studios”, asistido por Chris Galland e Ike Schulz.
- Masterizado por Joe LaPorta en “Sterling Sound”.

℗ 2015 KIDinaKORNER/Interscope Records
Imagine Dragons
- Dan Reynolds: Voz.
- Wayne Sermon: Guitarra.
- Ben McKee: Bajo.
- Daniel Platzman: Batería.

## Rendimiento en las listas
| Lista (2015)                         | Mejor posición |
| ------------------------------------ | -------------- |
| Estados Unidos (Billboard Hot 100)   | 77             |
| Estados Unidos (Digital Songs)       | 20             |
| Estados Unidos (Alternative Airplay) | 13             |

| Lista (2015)                    | Posición |
| ------------------------------- | -------- |
| US Billboard Hot Rock Songs     | 57       |
| US Billboard Rock Digital Songs | 48       |

## Certificaciones
| País (Organismo certificador) | Certificaciones | Ventas certificadas | Ref.   |
| ----------------------------- | --------------- | ------------------- | ------ |
| Estados Unidos (RIAA)         | Oro             | 500 000             | [ 13 ] |